# 比克
比克（法語：Buc，法語發音：[byk] ⓘ）是法国伊夫林省的一个市镇，位于该省东部，属于凡尔赛区。

## 地理
比克（48°46'24"N, 2°7'31"E）面积8.07 平方千米，位于法国法蘭西島大區伊夫林省，该省份为法国北部内陆省份，北起瓦兹河谷省，西接厄尔省，西南接厄尔-卢瓦省，东南接埃松省，东临上塞纳省。
与比克接壤的市镇（或旧市镇、城区）包括：沙托福尔、吉扬库尔、茹伊昂若萨斯、莱洛日昂若萨斯、图叙勒诺布勒、凡尔赛。
比克的时区为UTC+01:00、UTC+02:00（夏令时）。

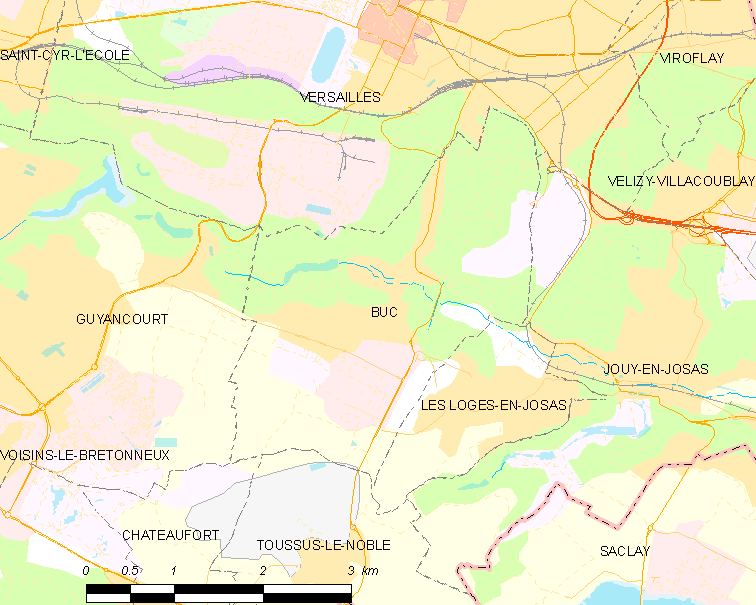
比克的OSM定位图

## 行政
比克的邮政编码为78530，INSEE市镇编码为78117。

## 政治
比克所属的省级选区为凡尔赛第二县。

## 人口

1962-2008年间比克人口变化图示

比克于2022年1月1日时的人口数量为5868人。

## 友好城市
德国 巴特施瓦尔巴赫